# Busidó

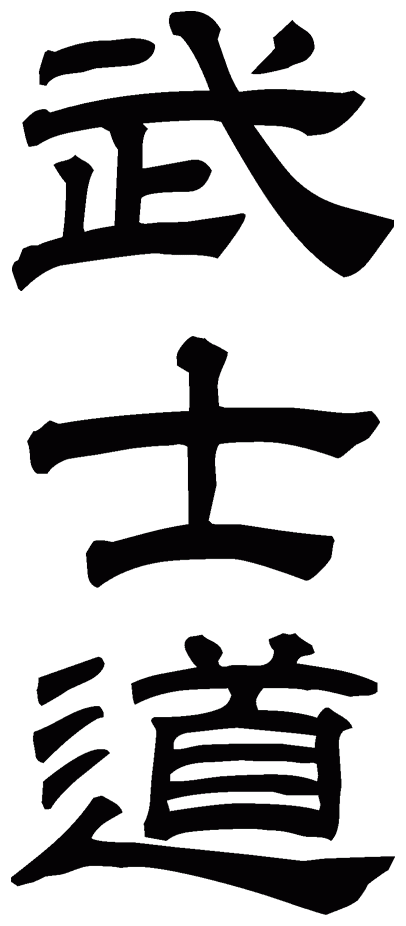
A busidó kandzsival írva

A busidó (武士道; Hepburn: bushidō, ’a harcos útja’) a japán szamuráj életmódját meghatározó szigorú normarendszer, kicsit hasonló a lovagiasság eszményéhez. Nagy hangsúlyt fektet a mértékletességre, egyszerűségre, a lojalitásra, a harcművészetek gyakorlására és a harcos becsületére. Konfuciánus és buddhista hatások is felfedezhetők benne a bölcsesség és a higgadtság éltetésében. A harcosokat adó busik osztályának felemelkedésével együtt alakult ki a 9. és a 12. század között.

## A busidó fogalma, forrásai
A busidó szó szerint a harcos, a lovag és az út írásjegyeiből tevődik össze, és azokat az íratlan szabályokat jelenti, melyeket a fegyveres nemeseknek be kellett tartaniuk a mindennapi életben és hivatásuk gyakorlása közben egyaránt (Nitobe, 1998). Ezek a ki nem mondott, le nem írt, legfeljebb szállóigékben és történetek tanulságaiban rejtező szabályok a tapasztalatból származtak, s gyűltek össze íratlan lovagi erkölcsi kódex formájában.
Csak a fegyveres nemesekre vonatkozott a szabályozás, azoknak a harcos családoknak a tagjaira, akik bátorságuk és hősiességük folytán kiváltságokat szereztek. Ők voltak a szamurájok, akiknek felemelkedése a feudalizmus intézményeinek 17. századi kialakulásához köthető. A szamuráj cím öröklődött, de el is lehetett veszíteni, ha valaki nem a busidó szellemének megfelelően élt és harcolt. Mert a harc termelte ki ezt a szabályozást, mely egyfajta fair play-t jelentett a hatalomért folytatott vetélkedésben.
A busidó forrásai több ágból származnak. Egyrészt a Japánban elterjedt vallások szolgáltatták az ideológiai alapot. A zen buddhizmus a sorsba vetett nyugodt bizalomra, az elkerülhetetlenbe való beletörődésre, az élet semmibevételére és a halállal való barátságos viszonyra tanította követőit. A sintóizmus (sintó) a hűséget feljebbvalóink iránt, az ősök és a császári család tiszteletét, a gyermeki jámborságot hirdette. A sintóizmus szerint nincs eredendő bűn, minden emberi lélek tiszta, az isteni bölcsesség megnyilatkozása. Abbéli hitükben, hogy az ember csakugyan Isten képmása, a szentélyekbe tükröket helyeztek, hogy abban magukra nézve Istent ismerhessék meg. Ezért az önismeret fejlesztését nagyon fontosnak tartották. A busidó két alapvonása a hazafiság és a hűség eszménye a sintóizmus eszméiből származik.
A források között találjuk a kínai gondolkodókat, Konfuciuszt és Menciuszt. Tanításaik természetesen nem mondanak ellent az előbb említett vallási tanításoknak, amennyiben a hűséget, kötelességet, hagyományok tiszteletét hangsúlyozták az erkölcsi viszonylatrendszer 5 területén: úr és szolga, apa és fiú, férj és feleség, idősebb és fiatalabb testvér, barát és barát között.
Mindezen tanítások és tudásanyag a cselekvésben tükröződött, hiszen "tudni és cselekedni egy és ugyanaz" (Wang Yangming, idézi Nitobe, 1998).

## A busidó által vallott értékek

### Egyenes jellem, igazságosság
A busidó vezéreszméjének tekintett egyenesség, mint gerinc adott tartást a szamurájnak. Ez egyben igazságosságot is jelent, illetve igaz-ságot, ami szorosan összefügg a később tárgyalandó fontos eszme a becsület fogalmával. Az egyenes jellem az az erő, mellyel tudjuk, hogyan kell cselekednünk. Ide tartozik a kötelesség fogalma is a "giri". A kötelesség, mely akkor is motiváló erő, ha nincs más. Ez kényszeríti ránk a gyermeki jámborságot (például szüleinkkel szemben), ha a szeretet már hiányzik. Ez a helyes megfontolás, mely néha szomorú és szégyellnivaló dolgok elkendőzésére szolgál.

### Bátorság és kitartás

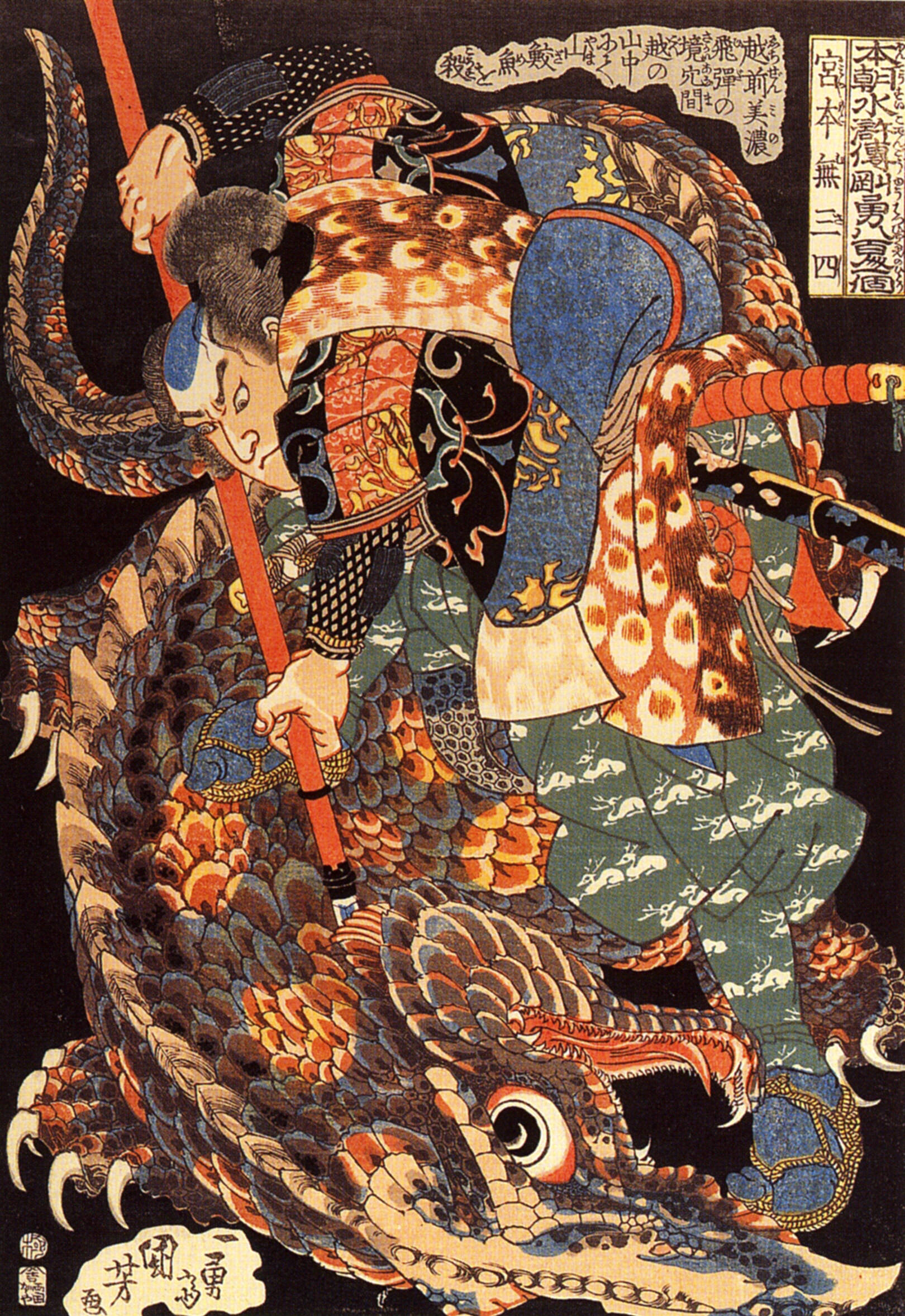
Mijamoto Muszasi a nue legyőzése közben

A bátorság csak akkor számít erénynek, ha az igazságosság és a becsület védelmében használják, egyébként lehet aljasság vagy ostoba vakmerőség. Igazi bátorságot a hűség és becsület szül. Ennek elsajátítására korán elkezdik tanítani a szamuráj gyermekeket. Néha kegyetlennek tűnik a szülő, aki éjszaka kiküldi gyermekét, vagy hajnalban felébreszti, hogy télen mezítláb vigyen el egy üzenetet. A mesék és hősökről szóló történetek azonban megteremtik a bátorság ideálját a gyermekben.
Bátorság szamuráj férfiban és nőben egyaránt jelen kell hogy legyen. Nőktől ugyanúgy elvárt volt, hogy hősiesen küzdjenek, és ha kell hősiesen haljanak meg.

### Jóindulat, együttérzés
A japán feudalizmus Nitobe szerint azért nem lett önkényuralom, mert a keleti filozófiák szellemében jól megfért egymás mellett a nyílt becsületesség és szigorú igazságosság, mint férfias erények és a jóindulat és könyörületesség nőies értékei. Ezt testesíti meg az uralkodó jóindulatú szülői gondoskodást szimbolizáló igazságossága. A jóindulat azonban nem gyengeség, hanem céltudatos erő, mely képes megmenteni vagy megölni. Az együttérzés vezeti a szamurájt arra, hogy halott ellensége felett verseljen:
"Szeme akár / a pokol mélységes / Mélye- / Merő fájdalom, / kivehető."

### Udvariasság
Az udvariasság az együttérzésből származó erény, mivel kifejezi a másik ember személyének és érzéseinek tiszteletben tartását. A japánok úgy tartják, hogy legmagasabb rendű formájában megközelíti a szeretetet. Az udvariasság finoman kimunkált szertartások, etikett formájában figyelhető meg, melynek legfőbb jellemzője a kecsesség. Legszebb példája ennek a teaszertartás, a csa-no-ju (cha-no-yu). Erre az eseményre külön teaház vagy teaszoba szolgált, mely egyszerű, csupasz tisztaságával, az alkalomhoz és a vendéghez mindenkor legjobban illő apró kiegészítők megválasztásával a külső-belső harmónia megteremtését szolgálta. A teaszertartás kecsessége sem felesleges modorosság, hiszen a békesség és fegyelem a lélek leggazdaságosabb működésmódja.
Az udvarias bánásmód persze barátnak és ellenségnek egyaránt kijárt. Képmutatásnak gondolhatnánk, noha csak a lelki fegyelem megnyilvánulása, s mint ilyen, magasabb rendű viselkedésforma, mint a harag vagy rosszindulat.

### Igazmondás, őszinteség
E nélkül az erény nélkül az udvariasság csak színjáték. A szamuráj szava olyan mértékben hitelesítette egy állítás valósságát, hogy írásbeli megerősítésre nem is volt szükség. Persze mindig akadnak igaz és hamis prédikátorai egy eszmének. A japán történelem sem mentes a stratégiai célú cselszövésektől és hazugságoktól, melyeket mindig valamely nemes cél érdekében tettek. A busidó szellemében azonban az igazság követése volt az egyetlen bátor, becsületes cselekedet. Az udvariasságból elferdített igazság azonban nem bűn, hanem üres formalitás, melyet valószínűleg senki nem vett komolyan.

### Becsület
A busidó legfontosabb erénye, mely a személyes méltóságot és önértékelést is magában foglaló érzés. A fogalom maga új keletű a japán nyelvben, a lovagi korban olyan szavakkal fejezték ki, mint név, arc, külső megítélés. Ha valaki "elveszítette az arcát", vagyis megszégyenült, az a legnagyobb megaláztatás volt egy szamuráj részére. Neve is csak a felsőbb osztályok tagjainak volt. Az alsóbb osztályok tagjainak neve vagy foglalkozásukból – halász, hordár, szakács – vagy családi pozíciójukból származott – Első Lány, Második Lány, stb.
A becsület elveszítéséhez kapcsolódó szégyenérzetet korán a szamurájba nevelték, azt tanították, hogy "a becstelenség olyan, mint a fa kérgén lévő forradás, az idő ahelyett, hogy meggyógyítaná, egyre nagyobbra növeli". Ezért a becsület nevében gyakran követtek el rémségesen kegyetlen megtorlásokat.

### A hűség kötelme
A feudalizmus alapja a hűbéri hűség, mellyel a hűbéres tartozott hűbérurának. A japán feudalizmus hierarchikus társadalmában is elsősorban a hűbérúrnak tartoztak vazallusai hűséggel, de a társadalom minden intézményében jelen volt a feljebbvalókkal szembeni hűség kötelme. Igaz volt ez a családra, ahol gyermekek szüleiknek, feleségek férjüknek, fiatalabb testvérek idősebb testvérüknek voltak kötelesek hűséggel szolgálni. A többszörös hűségi láncolatban azonban mindig a hűbérúrhoz (földesúrhoz) való kötöttség volt a legfőbb. Csak ezután következett a család, amelynek érdeke és értéke egy és oszthatatlan, a tagok egymásnak elkötelezettek, s ez a kötelezettség a (jó esetben szeretettel megtöltött) hűség. Némely esetben azonban a családi és hűbéresi kötelékek is összefonódhattak. Ilyenkor is mindig a hűbéresi hűség volt az előbbre való.
A nők helyzetét is leginkább a hűség kötelmének fogalmával lehet megérteni és elfogadni. A feleség örökös hűséggel tartozik férjének, aki akár halálba is küldheti nejét, ha kedve úgy tartja (és hűbérura nem rendelkezik másként!). A hűség vezeti a nőt, amikor önmagát és egyéb kötelezettségeit figyelmen kívül hagyva intézi férje ügyeit, vezeti a háztartást. Hűséggel tartozik nem csak férjének, de férje egész családjának is.
A hűséget és az azzal járó engedelmességet azonban még a hűbéres sem volt köteles birkamód bólogató Jánosként megélni, szó nélkül tűrve földesura vagy egyéb feljebbvalója igazságtalan vagy ostoba cselekedeteit. Sokszor megtörtént, hogy egy vazallus azzal mutatta ki legjobban hűségét, ha egy adott pillanatban megkritizálta urát, aki ezért nem egyszer hálás is volt.
Volt azonban olyan hűtlenség is, mely lázadásnak minősült a hűbérúr ellen. Ebben az esetben nem volt kegyelem, vagy megbocsátás. A busidó nem számolt enyhítő körülményekkel. Van azonban valami, ami közös azokban, akik a hatalmat akarják: a győzelem vágya.

### Önuralom
A japánok, más ázsiaiakhoz hasonlóan ritkán mutatják ki őszintén érzéseiket. Főként igaz ez az indulatokra, melyekről azt tartják, hogy megzavarják a belső békét, a "wa"-t. Másrészt bánatuk vagy fájdalmuk kifejezésével nem akarják megzavarni a többi ember harmóniáját, vagyis az udvariasság és együttérzés miatt nem sírnak vagy dühöngnek hangosan. A busidó szellemében még a legtermészetesebb érzéseket is elfojtották, nehogy megzavarják a gondolatok és cselekvés összerendezettségét. Az arcon tükröződő általános mosoly az elfojtott érzések leplezésére, ellensúlyozására szolgált. (Azóta tudományosan is megfigyelték, hogy az arcra erőltetett mosoly jókedvet és derűt vált ki az egyénből, tehát képes lehet a felkavart indulatok lecsillapítására. Atkinson, 1995)
Az önkontroll tetőfokát a rituális öngyilkosságban (seppuku (szeppuku), ismertebb és kevésbé szépnek tartott nevén harakiri) érte el, mely szintén a szamuráj kiváltsága volt. A szeppuku dicső halál, melynek elvégzésére már kiskorukban megtanították a szamuráj fiúkat és lányokat egyaránt.
A halál elfogadása azonban nem jelenti, hogy siettetnék azt, vagy indokolatlanul követnének el szeppukut. Azért sem tehették ezt, mert életük mindenkor hűbéruruk kezében volt, s ha ő nem engedélyezte az öngyilkosságot, akkor a szamuráj nem tehette meg.

## A busidó hatásai
A szamuráj a mai napig az egész japán nép szépség- és erkölcsi ideálja. Mesék, történetek és újabban filmfeldolgozások hagyományozzák szájról szájra a legendás szamuráj-hősök dicsőségét. A busidó két vezéreszménye a hűség és kötelességtudat, és a belőlük eredeztethető hazafiság ma is a legfontosabb erények egyike. A szolgálat, a közösségért való önfeláldozás a modern korok szamurájait is jellemzi, ld. például a második világháború kamikaze bombázóit, vagy a mai nagyvállalatok alkalmazottait. A japán üzletemberek becsületessége is példaértékű, pedig semmi nem állt távolabb a szamurájtól, mint a kereskedelem, vagy iparűzés. Összességében a japán kultúrára jellemző alapértékek ma is visszavezethetők a dicső lovagi múltra.